# Parque Griffith
El Parque Griffith (en inglés: Griffith Park) es un gran parque situado en la Sierra de Santa Mónica en Los Ángeles, California, EE. UU. Su extensión de 17 km² lo convierte uno de los parques urbanos más grandes de Norteamérica. Tiene un horario de 6 a. m. a 10 p. m.
Fue en ese mismo parque donde también se grabaron las primeras escenas del icónico y famoso videoclip de Thriller del cantante Michael Jackson, en la que el artista se transforma en un hombre gato.[cita requerida]

## Atracciones

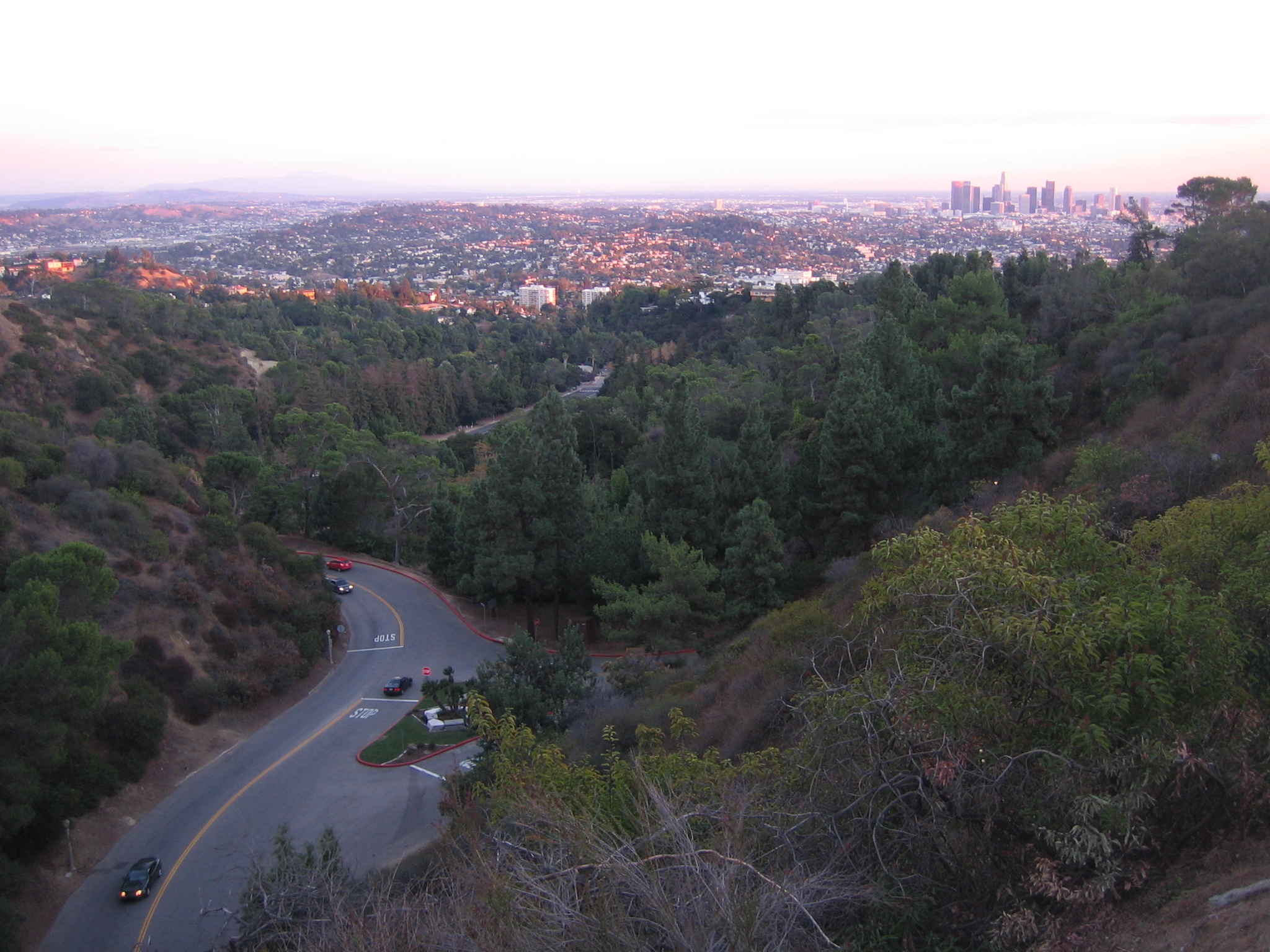
Vista de Los Ángeles desde Griffith Park.

Hoy, con la adición del Observatorio Griffith, y el anfiteatro Greek Theatre, el parque Griffith aloja además Jardín botánico y zoológico de Los Ángeles, el Museo del oeste estadounidense, dos recorridos de golf (incluyendo el recorrido del presidente Roosevelt), The Travel Town Train Museum, Los Angeles Live Steamers (museo de ferrocarriles), un carrusel, el famoso Hollywood Sign y largos senderos de excursionismo. El club local Sierra Club, ha ofrecido caminatas gratis en el parque durante más de cincuenta años. 
El área de Bronson Canyon en el parque es un lugar popular para grabar escenas de televisión y películas de Hollywood. El parque fue lugar de producción de la película Back to the Future parte uno y dos. Y en la película ¿Quién engañó a Roger Rabbit? el túnel de entrada a Toontown (“Dibulliwood” en España, Bujolandia en Latinoamérica), está en el parque Griffith. La película Short Cuts de Robert Altman y El Rocketeer de Disney contienen escenas que también fueron filmadas en el área.
Una atracción popular, especialmente en diciembre es el Festival de Luces anual. Abierto al público, se puede pasar por las escenas de luces a pie o en automóvil.